# Joachim Fest

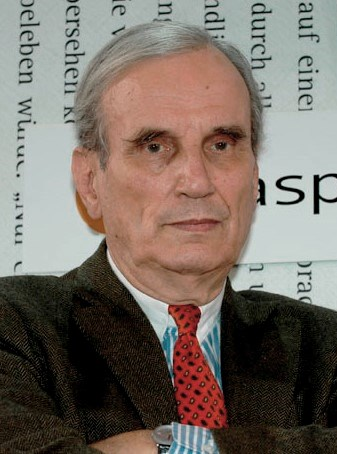
Joachim Fest

Joachim Clemens Fest (Berlijn, 8 december 1926 – Kronberg im Taunus, 11 september 2006) was een Duits journalist, schrijver en historicus. 

## Levensloop
Fests vader, een door de nazi's ontslagen katholieke leraar en schooldirecteur, was een hevige tegenstander van de Nieuwe Orde. Hij ontzegde Joachim daarom de inschrijving bij de Hitlerjugend en behoedde hem aldus voor de nationaalsocialistische verleiding. Joachim koos bewust voor dienstneming bij de Luftwaffe, om inlijving bij de Waffen-SS te ontlopen. Hij werd Flakhelfer bij de luchtafweer en belandde ten slotte als krijgsgevangene in een Amerikaans kamp in Frankrijk, waar hij twee jaar opgesloten zat.
Niettemin moest het gezin Fest ongewild een hoge tol betalen voor het nationaalsocialistische regime: vader Johannes Fest werd geschorst als schoolhoofd en overleefde uitgehongerd de oorlog in een Sovjetkamp als krijgsgevangene; Joachims oudste broer sneuvelde aan het oostfront. Het gezin Fest moest zich allerlei brutaliteiten en vernederingen laten welgevallen. Ook moesten de kinderen er zich voor hoeden onverhoedse uitspraken te doen over wat ze thuis te horen kregen. Alleen kunstbeleving onder de vorm van muziekbeoefening en lectuur boden troost.
Fests intellectueel-burgerlijke achtergrond belette dat hij zich het hoofd op hol liet brengen door gevaarlijke utopieën. Vanuit zijn opvoeding had hij een rationeel-individualisme geërfd. Dat was een tegengif voor de misplaatste collectieve uitbarsting van Duits nationalisme, dat zoveel onheil veroorzaakt had. Een voortdurende confrontatie met dat onverwerkte verleden moesten de Duitsers volgens hem blijvend aangaan. In de Frankfurter Allgemeine Zeitung begon hij daarover in 1986 een polemiek, die uitgroeide tot de zogenoemde Historikerstreit. Dit was van grote invloed op de historiografie. Fest vond ook dat Günter Grass' kritiek op de collectieve Duitse schuld meer tot moralisme leidde dan tot een besef van persoonlijke verantwoordelijkheid.
De laatste jaren van zijn leven verzorgde hij voor de Frankfurter Allgemeine Zeitung het culturele gedeelte. Joachim Fest overleed thuis op 79-jarige leeftijd. Een week na zijn dood verschenen zijn jeugdherinneringen genoemd Ich nicht. Erinnerungen an eine Kindheit und Jugend, verwijzend naar het Ich nicht-citaat van zijn vader. Ongewild is dit een repliek op Günter Grass' boek Beim häuten der Zwiebel. In het met veel vaart, zin voor nuance en humor geschreven boek Ich nicht 
ontpopt Fest zich als een begaafd stilist.

## Historisch onderzoek en publicaties
Fest was gespecialiseerd in het onderzoek naar het naziregime en publiceerde diverse werken op dat gebied, onder andere een biografie over Hitler.
Hij werd tevens bekend vanwege zijn samenwerking met Hitlers architect Albert Speer, die hij hielp bij de redactie van diens "Spandauer Dagboeken en Herinneringen", fascinerend als verslag van de overlevingsstrategieën van de langdurig gestrafte, de portretten van mede-gevangenen en de soms misleidende werking van het geheugen. De historicus/journalist vormde Speers enigszins houterige schrijfstijl om tot vlot leesbare teksten. De samenwerking tussen beiden was een win-winsituatie voor beide partijen: Speer kon zo zijn reputatie zuiveren en Fest stootte op een goudader van belang om te publiceren. Daarbij deelde Fest op Speers verzoek in de royalty's van de publicaties. Tussen 1966 en 1981 voerden beiden vele uitvoerige gesprekken over Speers tijd als minister van bewapening en oorlogsproductie (1942-1945) en zijn tijd in de beroemde Spandaugevangenis (1946-1966), die Fest later noteerde en uitschreef; in 2005 verschenen als Die unbeantwortbaren Fragen: Gespräche mit Albert Speer. Dit boek is behalve een onschatbare bijdrage aan het begrip van de psychologie van het nationaalsocialistische regime, ook een uiterst belangrijk document in de hedendaagse geschiedschrijving. De titel van het boek verwijst naar Eckermanns boek Gespräche mit Goethe. In 1999 was al eerder Fests compacte biografie van Speer verschenen.
Nochtans heeft Fest via zijn publicaties er ongewild toe bijgedragen dat Speer zo lang de rol van boetvaardige, maar misleide functionaris kon spelen. Toen Matthias Schmidt in 1982 met Albert Speer, das Ende eines Mythos zijn onthullingen deed, had Fest geen moeite om Speers bedrog toe te geven. Fest is later verweten te weinig kritisch te zijn geweest over Speer; hij zou hem met te veel respect beschreven hebben. De Duitse historicus Magnus Brechtken bewees overduidelijk aan de hand van veel bronnenmateriaal dat Speer na de oorlog om zichzelf te rechtvaardigen een beroep deed op een slinks samenspel van afleidingstrucs, retorische rookgordijnen en onversneden leugens. In Duitsland werd de afrekening met Speer er evenzeer een met de conservatief-gezinde en invloedrijke Fest.
In 1973 kwam Fest's beroemde biografie van Hitler uit die wereldwijd een bestseller werd (later ook als Hitler. Een biografie in het Nederlands uitgebracht), enkele jaren later gevolgd door de documentaire "Hitler, een carrière", die echter vooral het ontstaan van de Hitler-cultus tot onderwerp heeft. Zijn werk over de laatste dagen van Hitler werd in 2004 verfilmd onder de titel Der Untergang (vertaling: De Ondergang).

Fest was van mening dat historici te veel met technische details bezig waren en vooral niet goed konden schrijven. Hij wilde het grote publiek en vooral zijn generatie die in haar jeugd Hitlers bloei en ondergang had meebeleefd, via zijn boeken met dat verleden in het reine laten komen.

## Werken
- Hitler. Een biografie, herdruk 1989, 523 blz., uitgeverij Anthos - Baarn, ISBN 9060746422
- Tegenlicht. Een Italiaanse reis, druk 2001, 476 blz., uitgeverij Atlas, ISBN 9045004658 (reisverslag in het voetspoor van Goethe)
- Hitlers laatste dagen, Hitler en het einde van het Derde Rijk, druk 2002, 192 blz., uitgeverij De Bezige Bij - Amsterdam, ISBN 9076682178
  - later uitgegeven als: De Ondergang. Hitler en het einde van het Derde Rijk, druk 2004, 205 blz., uitgeverij De Bezige Bij - Amsterdam, ISBN 9076682291
- Speer, architect van Hitler, druk 2004, 560 blz., uitgeverij De Boekerij - Amsterdam, ISBN 9046120295
- Onbeantwoorde Vragen. Gesprekken met Albert Speer, druk 2006, 256 blz., uitgeverij De Bezige Bij - Amsterdam, ISBN 9023418301
- Ich nicht. Erinnerungen an eine Kindheit und Jugend, 2006, 368 blz., uitgeverij Rowohlt Verlag - Reinbek, ISBN 3498053051 (Nederlandse vertaling Ik niet. Herinneringen aan een jeugd, 2007, uitgeverij De Bezige Bij)